# Khardaha
Khardaha là một thành phố và khu đô thị của quận North Twentyfour Parganas thuộc bang Tây Bengal, Ấn Độ.

## Nhân khẩu
Theo điều tra dân số năm 2001 của Ấn Độ, Khardaha có dân số 116.252 người. Phái nam chiếm 53% tổng số dân và phái nữ chiếm 47%. Khardaha có tỷ lệ 81% biết đọc biết viết, cao hơn tỷ lệ trung bình toàn quốc là 59,5%: tỷ lệ cho phái nam là 83%, và tỷ lệ cho phái nữ là 79%. Tại Khardaha, 8% dân số nhỏ hơn 6 tuổi.